# ¡Huelga de vientres! Medios prácticos para evitar las familias numerosas

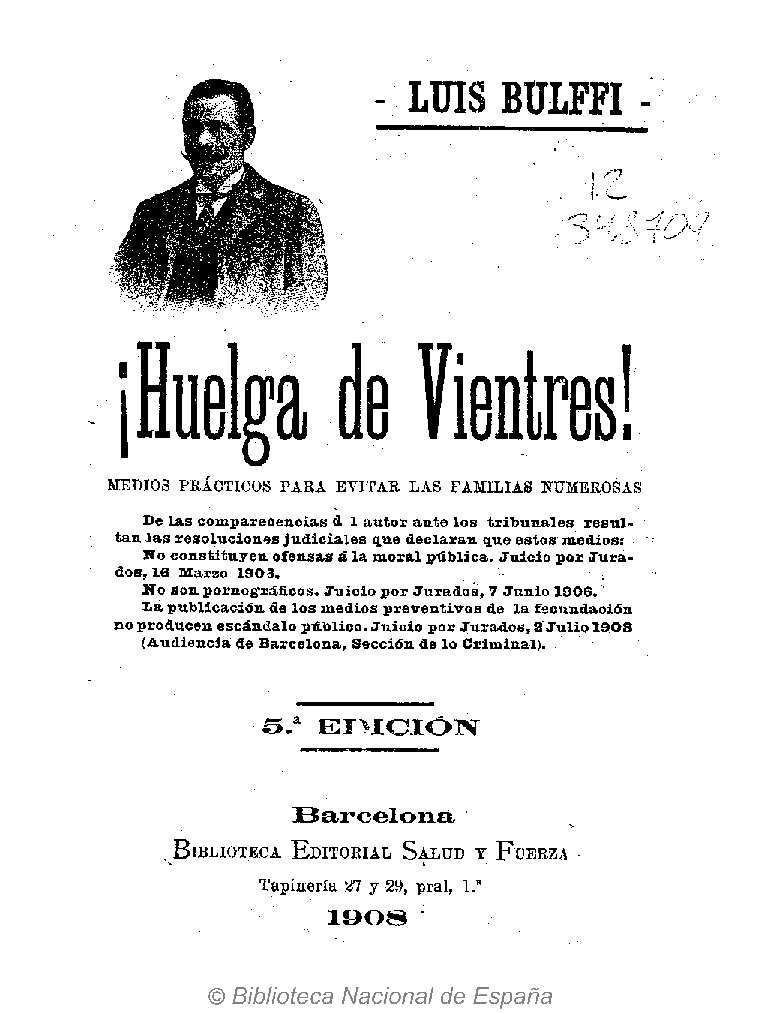
Portada de la edición de 1908.

¡Huelga de vientres! Medios prácticos para evitar las familias numerosas es un libro del médico y anarquista español Avelino Luis Bulffi de Quintana (1867-192?),  publicado en 1906 por la Biblioteca Editorial Salud y Fuerza. Logró un gran éxito y tuvo numerosas ediciones.
Bulffi, en su libro de corte neomalthusiano, promueve la limitación de la natalidad y una maternidad consciente entre los pobres.
Se lo considera, junto a autores franceses como Fernand Colney –autor de La grève des ventres (1907)-, Paul Robin, Eugène Humbert, León Marimont, André Lorulot, Gabriel Giroud –todos ellos miembros de la Liga de la regeneración humana o generación consciente- uno de los primeros defensores del uso general de los métodos anticonceptivos y los precursores de la planificación familiar.

## Luis Bulffi
El autor, Bulffi, fue médico anarquista, miembro de la Liga neomalthusiana o Sección española de la Liga Universal de la Regeneración Humana -eco de la Federación de la Liga Universal de la Regeneración Humana En el encuentro fundacional, en el domicilio de Ferrer y Guardia, estuvieron Paul Robin, Luis Bulffi, Emma Goldman, Rutgers y Sebastián Faure entre otros. Bulffi Fue fundador de Ateneo Enciclopédico Popular y editor de la Revista Salud y Fuerza. Fue un declarado neomalthusiano –defendía el control de la población mediante métodos anticonceptivos para evitar la miseria y la pobreza de las familias numerosas en las clases bajas-, más tarde, en la década de 1920 fue un socialista monárquico. Bulffi fue detenido y estuvo en prisión más de seis meses por propaganda neomalthusiana.

## Índice de ¡Huelga de vientres!
La 6.ª edición de 1909 tiene 32 páginas, con los siguientes apartados o capítulos:
- El fracaso de la revolución por la miseria
- Por el bienestar inmediato
- Por qué propago la huelga de vientres
- Efectos de la moral religiosa
- Substancias químicas naturales para evitar el embarazo
- Coito sin preservativo
- A las mujeres
- A los casados

## Contenido de ¡Huelga de vientres!

### Procreación autónoma y responsable
En el capítulo ‘’Por el bienestar inmediato’’ señala Bulffi cuáles es la realidad sociológica e ideológica que le mueve a escribir ¡Huelga de vientres!:

Procrear familia numerosa sin poder alimentarla y huir emigrado, es una cobardía.

Procrear familia numerosa sin medios de darla pan condenándola a la miseria, es criminal.

El que ama la vida y la libertad no procrea en la esclavitud.

### Procreación, higiene y ejercicio sexual
En el libro el autor defiende la imposibilidad de una emancipación revolucionaria de las clases bajas si estas continúan reproduciéndose sin control y siendo … carne de explotación, carne de cañón, de cárceles y hospitales, de prostitución, de miseria,.... La solución, para Bulffi, es controlar la población –neomalthusianismo- mediante la concienciación y el uso de técnicas y métodos anticonceptivos.  Considera que la consigna ‘’Creced y multiplicaos’’ es un ‘atavismo religioso-patriótico-burgués’ que solamente beneficia a ese grupo social necesitado de mano de obra barata.

### Amor reproducción y amor voluptuosidad
Propone la separación clara entre la práctica sexual para la procreación –de la que no se ocupa Bulffi- y la práctica sexual para el placer o voluptuosa, evitando en este último caso el embarazo no deseado de la mujer mediante ‘’medios mecánicos (condón, el pesario, la esponja, la borla de seda absorbente) , los químicos (básicamente riegos vaginales poscoitales con diversos compuestos químicos), la retirada a tiempo (que considera imperfecta y no voluptuosa) y la cópula cerrada o vulvar  (coito sin preservativo con frotamiento del clítoris sin penetración)’’.

### Emancipación de la mujer y de toda la humanidad
Bulffi arenga a mujeres, hombres, proletarios y propagandistas a extender las prácticas que permitan un control de la natalidad efectivo que permita a la mujer ser dueña de sus decisiones y su emancipación real.
En su arenga a los casados, Bulffi escribe:

Dejando a un lado toda teoría sobre un porvenir mejor, la mayor desgracia para las gentes de escasos recursos y de salud endeble es tener más hijos que los que pueden mantener y educar regularmente.

El mayor consuelo que puede ofrecerse a una esposa atemorizada por esas consideraciones consiste en enseñarle los medios eficaces sin peligro, cómodos y poco costosos para no ser madre más que cuando quiera serlo por decisión propia o de acuerdo con el hombre.

Es este el punto esencial de la emancipación de la mujer, y por consecuencia de toda la humanidad,

Por este medio se reemplaza la «humanidad de casualidad, por una población hecha a voluntad y a propósito».

## Transición demográfica y revolución reproductiva
Los neomalthusianos españoles, como el resto de neomalthusianos, se oponían a la procreación numerosa por parte de los más pobres. En el período de 1900 a 1914 se inicia en España la denominada transición demográfica, caracterizada por un aumento general de la población causada por dos variables: descenso de la natalidad y descenso de la mortalidad. Este fenómeno en principio es fruto de la revolución industrial y la vida urbana donde, a diferencia del medio rural, un excesivo número de hijos es un problema de futuro. La difusión de la procreación consciente y la huelga de vientres puede verse como la expresión ideológica de la toma de conciencia de esa nueva realidad industrial.

## Texto completo de ¡Huelga de vientres!
- ¡Huelga de vientres! Medios prácticos para evitar las familias numerosas- texto completo de la 6.ª edición de 1906, en Wikisource
- ¡Huelga de vientres! Medios prácticos para evitar las familias numerosas. de Luis Bulffi de Quintana, edición de 1918, Biblioteca Salud y Fuerza, Badalona, en Biblioteca de Catalunya

### Ediciones
El libro de Bulffi, publicado por primera vez en 1906 tuvo numerosas ediciones siendo la más conocida la 6.ª edición, en la misma editorial Salud y Fuerza, en 1909.
Biblioteca Editorial Salud y Fuerza
- 1906 - BulFFI, Luis, ¡Huelga de vientres! Medios prácticos para evitar las familias numerosas. Barcelona, Salud y Fuerza, (Biblioteca Editorial Salud y Fuerza, 9).
- 1907 – 3.ª edición
- 1907 – 4.º edición aumentada, Barcelona, Salud y Fuerza, 27 páginas, 10 céntimos
- 1908 – 5.ª edición, 28 páginas. Cuatro grabados, retrato del autor en la cubierta, 10 céntimos (BNE).
- 1909 - 6.ª ed., 32 p. [texto en internet - ]
- 1911 - 7.ª ed. Barcelona, Salud y Fuerza, 32 p.
- 1913 - 8.ª ed., )
- 1916- Barcelona, Biblioteca de Salud y Fuerza, en ‘’Tierra y Libertad’’, núm. 310 (16-VII)
- 1918 - Barcelona, Biblioteca de Salud y Fuerza, (Tip. Electra), 32 p.
- 1923 - Barcelona, Salud y Fuerza [F. Abella], (Tall. Gráf. Costa), 32 p., il., 25 cts. Centro de Documentación Histórica y Social -CDHS

Otras editoriales
- 1906 – Grèves des ventres! Meios prácticos para evitar as familias numerosas, Biblioteca de Amor y Maternidad Libre, Oporto, (Tip. Peninsular) (n.º 4)
- 1912 - 7.ª ed. , Buenos Aires, La Protesta, 32 p. (requiere comprobación)
- 1914 - 7.ª ed. , Buenos Aires, Ángel Zucarelli, 34 p.(requiere comprobación)
- 1925 - 3.ª ed., Valencia, Generación Consciente, [ca. 1925], grabados, 25 cts.
- 1925 - Buenos Aires, La Protesta, s.a. (Valencia, Tip. P. Quiles), 32 p., il. AS
- 1929 - Valencia, Estudios, 25 cts. (reediciones)
- 1930 - Ilustraciones de L[uis] M[oreau]. Buenos Aires, Ed. La Poligráfica, 1930, 32 p., 25 ctvs. (En la cub.: Montevideo, 25 cts.) (Es posible que se trate de Ed. Vértice, Barcelona). Centro de Documentación Histórica y Social -CDHS
- 1933 - Madrid, Vida y Trabajo, (Posible resto de edición de La Poligráfica.)
- 1933 - Madrid, Biblioteca Internacional, 1933, 32 p.